# Вотервлит (Мичиген)
Вотервлит (енгл. Watervliet) град је у америчкој савезној држави Мичиген. По попису становништва из 2010. у њему је живело 1.735 становника.

## Демографија
Према попису становништва из 2010. у граду је живело 1.735 становника, што је 108 (5,9%) становника мање него 2000. године.
| Група             | 2000.         | 2010.         |
| Белци             | 1.783 (96,7%) | 1.588 (91,5%) |
| Афроамериканци    | 6 (0,3%)      | 18 (1,0%)     |
| Азијати           | 9 (0,5%)      | 4 (0,2%)      |
| Хиспаноамериканци | 20 (1,1%)     | 68 (3,9%)     |
| Укупно            | 1.843         | 1.735         |